# 康涅狄格妥协
康涅狄格妥协（英語：Connecticut Compromise）也称1787年的伟大妥协（英語：Great Compromise of 1787）或谢尔曼妥协（英語：Sherman's Compromise），是康涅狄格州代表罗杰·谢尔曼于1787年6月11日在费城召开的美利坚合众国制宪会议上提出的一个妥协提案。该提案对之前弗吉尼亚州代表提出的弗吉尼亚方案和新泽西州代表提出的新泽西方案进行妥协调解，并在之后令多数代表达成了共识，是最终宪法得以成功制订所做出的最重要的一个妥协。

## 背景
1787年5月29日，弗吉尼亚州代表埃德蒙·伦道夫提出一套设立有两院制立法部门的新政府组建方案。根据这一方案，各州在国会两院议员的数目与其人口总数成正比，其中下院议员由各州人民直接提名和选举，而上院议员则先由各州议会提名，然后由国会下院的议员们投票选定。这就是著名的弗吉尼亚方案，其主要的设计人是弗吉尼亚州的另一位代表詹姆斯·麦迪逊。
但是，像特拉华州这样人口较少的州担心这一方案将导致其利益和影响与人口大州相比变得微不足道。许多代表还认为这次会议并没有权力像弗吉尼亚方案这样直接否定整个《邦联条例》。作为回应，新泽西州代表威廉·帕特森于1787年6月15日提名了另一套只包含有一院制立法部门的新政府组建方案，其中所有的州无论大小，其代表权完全相同。这就是所谓的新泽西方案，在这一方案中，所有的《邦联条例》仍然予以保留，不过将对其加以修改以扩大邦联国会的权力。
按当时各州的实际情况，南方州的人口增长快于北方，并且其扩展领地也大于北方。南卡罗莱纳州、北卡罗莱纳州及乔治亚州虽然当时都还是小州，但都预期会有较大幅度的人口增长，因此他们都赞成按人口分配的比例代表制。纽约州虽是当时最大的州之一，按其与会的三位代表除亚历山大·汉密尔顿外都赞成平均代表制，因为他们都希望保持州最大程度的自治。但是这两位代表都在这一议题得到解决前就离开了会议，最终也导致纽约州和汉密尔顿都没有了投票权。
麦迪逊和汉密尔顿也是赞成比例代表制的两位领军人物，麦迪逊认为，由于各个大州间有非常大的区别，因此认为大州合谋对付小州的想法是不切实际的。而汉密尔顿则认为各州都是由人组成的整体，并指责小州的代表所想要的并不是自由，而是权力。
对此小州的代表则回应，各州从法律上来说是完全平等的，因此比例代表制是不公平的。特拉华州的小甘宁·贝德福则直接代表小州进行威胁：“小州将会找到其他更具诚信和荣誉感，并且愿意携手共创公道的外国盟友。”

## 妥协
6月14日，就在会议准确开始对弗吉尼亚方案进行考虑和讨论前，新泽西州的威廉·帕特森要求休会来给予部分代表更多时间来准备另一套方案，这一要求得到了同意。第二天，他提交了9项对《邦联条例》进行重要修订的草案，随之而来的就是双方激烈的辩论。6月19日，多数代表否决了新泽西方案并投票要求开始对弗吉尼亚方案进行讨论。部分小州的代表对此越来越感到不满，有些甚至扬言要退出联邦。7月2日，在上议院是否应用平等代表制的问题上，有5个州投赞成票，5个州投反对票，剩下的一个州则无法达成一致意见，会议由此出现了僵持的局面。
这个问题被提交给一个由每州一名代表组成的委员会来试图达成妥协。7月5日，委员会提交了报告，这一报告就是之后会议上“伟大妥协”的雏形。报告中建议在上院应用平等代表制，而下院则每个州按每4万公民拥有一位议员的方式予以分配。其中每个奴隶将按五分之三个自由人计算。并且与财政有关的法案只能由下院提出，并且上院只能表示赞成或反对，无权予以修改。
经过了六个星期的争吵，北卡罗莱纳州改变了投票立场转为支持平等代表制，而马萨诸塞州则表示弃权。由此这一妥协终于得到了通过，史称“伟大的妥协”。在这一妥协之下，下院，即之后的联邦众议院，按各州人口多少分配议员数目；而上院，即之后的联邦参议院，则每州无论大小，代表数目都完全相同（每州两位参议员）。另外考虑到众议院对民意的了解会更迅捷，因此所有联邦政府预算和税收的法案都只能由其提出。
7月12日，宾夕法尼亚州代表古弗尼尔·莫里斯提议的所有直接税法案也应由众议院提出这一建议也得到了通过，整个会议期间这一最大的僵局终于得到了圆满的解除。
不过最终写入宪法中的内容与原本妥协的内容有所不同，这主要是因为几个人口大州对之不满意。细节委员会中的本杰明·富兰克林修改了妥协中的部分提议来让其变得更容易被大州接受。他在财政相关法案要从众议院提出的基础上补充要求参议员应当与州立法部门予以分隔。在之前的邦联国会中，各州的议员将以州为单位按其州议会的指示进行投票，换言之，这些议员只是州议会的传声筒。富兰克林将这一部分改为参议院无须以州为单位投票，而是可以分别投自己的意愿投票。这样的提议让参议员摆脱了州议会的限制，可以站在更全方位的视野上作出自己的判断。这一提议也真正体现出了“联邦政府”的“联邦”性质，这并不是因为参议员是由州立法部门选举出来的，而是因为各州在参议院都拥有平等的代表权，而这正是小州们最根本的诉求。